# Efekt barokaloryczny
Efekt barokaloryczny - polega na zmianie temperatury materiału za pomocą ciśnienia hydrostatycznego. Efekt ten zalicza się do szerszej grupy zjawisk nazywanych efektami mechanokalorycznymi. Zjawisko to można wykorzystać do budowy maszyn cieplnych np. pomp ciepła, chłodziarek, lodówek czy generatorów energii elektrycznej. W przypadku lodówek pracujących w temperaturze pokojowej, przewiduje się że zastąpienie klasycznych lodówek sprężarkowych może doprowadzić do zmniejszenia zużycia energii i kosztów chłodzenia o około 20 procent. Co więcej, chłodzenie wykorzystujące efekt barokaloryczny będzie bardziej ekologiczną technologią, ponieważ nie wykorzystuje szkodliwych dla środowiska gazów niszczących warstwę ozonową (np. freony) i gazy cieplarniane (wodorochlorofluorowęglowodory - HCFC) stosowane w obecnej technologii chłodzenia ze sprężaniem gazu.

## Parametry barokaloryczne
Korzystając z relacji Maxwella można wyznaczyć szereg podstawowych parametrów opisujących efekt barokaloryczny.
Izotermiczna zmiana entropii  {\displaystyle \Delta S_{i}}:
{\displaystyle \Delta S_{i}=\int _{p_{1}}^{p_{2}}\left({\frac {\partial V}{\partial T}}\right)_{p}dp}
Adiabatyczna zmiana temperatury {\displaystyle \Delta T_{ad}}:
{\displaystyle \Delta T_{ad}=-\int _{p_{1}}^{p_{2}}{\Bigg (}{\frac {T}{C_{p}}}{\Bigg )}{{\Bigg (}{\frac {\partial V}{\partial T}}{\Bigg )}}_{p}dp}
Efekt barokaloryczny jest ściśle skorelowany ze współczynnikiem objętościowej rozszerzalności cieplnej:
{\displaystyle \alpha _{V}={\frac {1}{V}}\left({\frac {\partial V}{\partial T}}\right)_{p}}
Ze względu na znak {\displaystyle \alpha _{V}} efekt barokaloryczny można podzielić na normalny (konwencjonalny) i odwrotny (niekonwencjonalny). Gdy wartość  {\displaystyle \alpha _{V}} jest dodatnia ({\displaystyle \alpha _{V}>0}), to w momencie przyłożenia ciśnienia izobarycznego do materiału {\displaystyle \Delta S_{i}<0} a  {\displaystyle \Delta T_{ad}>0} i mamy do czynienia z normalnym efektem barokaloryczny.  W odwrotnym przypadku gdy wartość  {\displaystyle \alpha _{V}} jest ujemna ({\displaystyle \alpha _{V}<0}), to przy przyłożeniu ciśnienia do materiału wartość {\displaystyle \Delta S_{i}>0} a {\displaystyle \Delta T_{ad}<0}. W materiałach o zerowym współczynnik rozszerzalności objętościowej ({\displaystyle \alpha _{V}=0}) efekt barokaloryczny nie występuje.

## Historia
Efekt barokaloryczny jest najmłodszym z efektów kalorycznych. Po raz pierwszy został opisany pod koniec lat dziewięćdziesiątych XX wieku przez szwajcarskich i francuskich uczonych, którzy zarejestrowali efekt barokaloryczny w związkach Pr1-xLaxNiO3. W tej grupie materiałów dochodzi do przejścia strukturalnego z fazy rombowej do fazy trygonalnej, czemu towarzyszy zmiana objętości komórki elementarnej.

## Materiały barokaloryczne
Właściwości barokaloryczne wykazują praktycznie wszystkie materiały. Ale zainteresowanie przyciągają tylko te, które mają najwyższe wartości parametrów barokalorycznych w okolicach temperatury pokojowej albo te do zastosowań kriogenicznych.
Do najważniejszych materiałów barokalorycznych zaliczyć można:
- fulleren C60[4],
- glikol neopentylowy (NPG)[5] ,
- fazy Heuslera np. Ni-Mn-In[6],
- antyperowskity Mn3XN[7],
- związek Gd5Si2Ge2,
- hybrydowe perowskity organiczno-nieorganiczne,
- przewodniki superjonowe np. AgI[8],
- elastomery termoplastyczne[9] ,
- korek (surowiec)[10],

Materiały barokaloryczne o dużym potencjale aplikacyjnym muszą charakteryzować się następującymi właściwościami:
- duże wartości parametrów barokalorycznych,
- temperatura przejścia fazowego blisko punktu pracy,

- przejście fazowe pierwszego rodzaju,

- brak histerezy temperaturowej,

- małe ciepło właściwe,

- dobre przewodnictwo cieplne,

- łatwość wytwarzania i obróbki mechanicznej,

- nietoksyczność,

- stabilność chemiczna i mechaniczna,

- niska cena.

## Metody pomiarowe
Wartości parametrów barokalorycznych można wyznaczyć w sposób pośredni lub bezpośredni.
W przypadku metod pośrednich należy wykonać pomiary które pozwolą określić wartość zmiany objętości badanego materiału w funkcji temperatury i ciśnienia. Następnie z otrzymanych danych i relacji Maxwella można wyliczyć wartości parametrów barokalorycznych. Do tych metod można zaliczyć pomiary dyfrakcji rentgenowskiej lub dyfrakcji wiązki neutronów, oraz pomiar rozszerzalności cieplnej.
Metoda bezpośrednia polega na bezpośrednim pomiarze zmiany temperatury danego materiału w warunkach adiabatycznych w trakcie sprężania i rozprężania materiału.
Wartości parametrów barokalorycznych można wyznaczyć z obliczeń teoretycznych wykorzystując takie metody jak DFT i Monte Carlo

## Zastosowanie efektu barokalorycznego
Efekt barokaloryczny może zostać wykorzystany do budowy maszyn cieplnych i generatorów energii elektrycznej. Obecnie trwają prace koncepcyjne, które prowadzone są głównie przez naukowców na uczelniach. Niemniej, powstały już pierwsze firmy Barocal i Pascal, które pracują na rozwojem technologii chłodzenia z wykorzystaniem efektu barokalorycznego.